# Berényi József (színművész)
Berényi József (? – Pest, 1861. december) színész.

## Életútja
Az első magyar színészek közül való volt, 1828-ban indult a pályafutása. 1833-ban egy darabig a budai Várszínházban játszott mint epizodista, 1848 után pedig magántanárként működött Pesten. Több kistársulatban is megfordult, számtalan karaktert formált meg, egyidejűleg technikai és adminisztratív teendőket is végzett. Meghalt nagy nyomorban Pesten, a Rókus-kórházban.

## Fontosabb szerepei
- Gara (Szentjóbi Szabó L.: Mátyás király választása);
- Salamon (Kisfaludy Károly: Ilka);
- Fontanelli (Gombos I.: Az esküvés);
- Bivalyfi (Kotzebue: Pajzán ifjú);
- Kálmán király (Soden–Dugonics A.: Bátori Mária).

## Művei
- Játékszíni nefelejts (Esztergom, 1835)